# لغة خفية

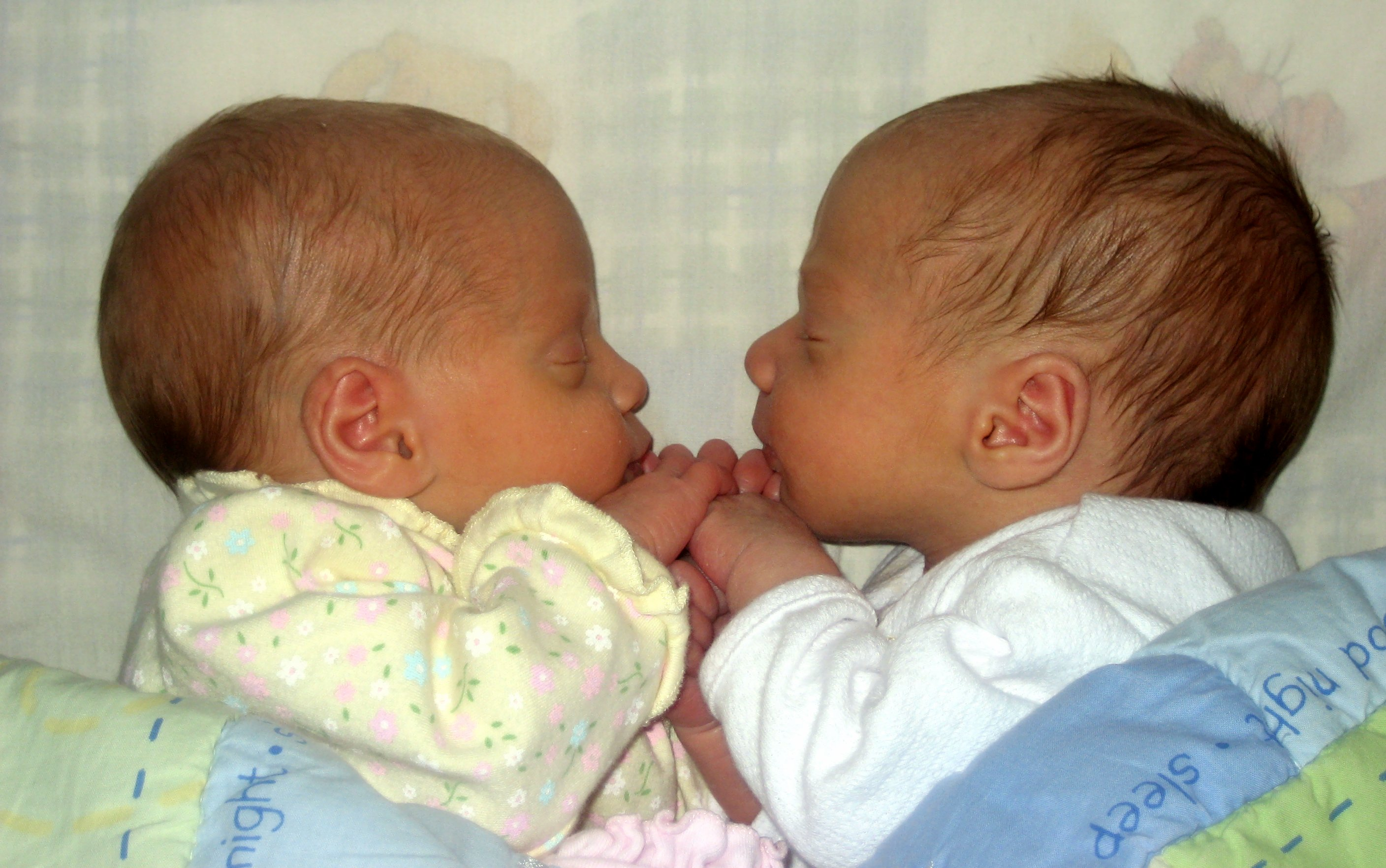

اللغة الخفية أو كريبتوفازيا (بالإنجليزية: Cryptophasia) هي ظاهرة اللغة التي يطورها التوائم (المتطابقة أو الأخوية)، ولا يفهمها غيرهما. ترجع جذور الكلمة إلى كلمة crypto بمعنى السري وphasia بمعنى الكلام. ويربط معظم علماء اللغة هذه اللغة الخفية مع الزمزمة (بالإنجليزية: Idioglossia)، وهي أي لغة تستخدم من قِبل شخص واحد فقط أو عدد قليل جدا من الناس. وتختلف اللغة الخفية عن الزمزمة في التصرفات المعكوسة مثل سير التوأم على الأقدام والأساليب المتطابقة.
في حين تدعي بعض المصادر أن التوائم والأطفال من الولادات المتعددة يطورون هذه القدرة ربما بسبب زيادة التواصل بين الأطفال أنفسهم أكثر من التواصل مع الآباء، ولكن لا يوجد دليل علمي كاف للتحقق من هذه الادعاءات.

## التصنيف
قد ذُكر أن ما يصل إلى 50٪ من التوائم يكون لهم لغة خاصة يستخدمونها للتواصل مع بعضها البعض فقط، ولا يمكن أن تُفهَم من قِبل الآخرين. «في جميع الحالات المعروفة، تتكون اللغة من تعبيرات صوتية وبعض المصطلحات المستحدثة، ولكن الجزء الأكبر من الكلمات تكون من لغة الكبار التي وُجِد أنها تتماشى مع الاحتمالات الصوتية المقيدة للأطفال الصغار، ويكون صعب التعرف على هذه الكلمات، وقد تصبح اللغة غير مفهومة تماما بالنسبة للأشخاص المتحدثين بنفس لغة الوالدين، لكنها تشبه بعضها البعض من حيث أنها تفتقر إلى التشكيل، وأن ترتيب الكلمات يستند إلى مبادئ عملية مثل الملاحظة والنطاق الدلالي للكلمات، ولا يمكن لهيكل اللغة ولا نشأتها أن تكون موضحة دون العوامل المحيطة للموقف وقتها».

## الأسباب
يقال إن التأخير في التطور الصوتي لأحد أو كلا التوائم (أو اثنين من الأشقاء في سن مماثلة من تطور اللغة) هو السبب الرئيسي للكريبتوفازيا. وقد يطور التوائم القدرة على التواصل مع بعضهم البعض دون العمل ضمن قواعد اللغة الخاصة بوالديهم، مما يؤدي ربما إلى تأخير في التطور اللغوي لأحدهما أو كلايهما على المدى القصير. ويبدو إلى حد كبير أن الأسباب لا تكون في المشاكل البيولوجية التي قد يواجهها التوائم قبل وأثناء الولادة، ولكن في بعض العوامل فيما بعد الولادة. وتحدث هذه العوامل داخل البيئة الأسرية وتشمل كلا من انخفاض جودة التحفيز اللفظي والتفاعل مع لغة الكبار؛ مما يؤدي إلى زيادة الحاجة إلى رعاية الآباء والتفاعل المكثف بين التوائم، التي قد تزيد من فرص تطورهم للكريبتوفازيا والزمزمة على حساب اللغة التقليدية.

## الآثار الاجتماعية
قد تناول مقال في مجلة «سلايت» ما لوحظ حول الآثار الاجتماعية للغة الخفية بين التوائم وكيفية ارتباطها بالمجتمعات. يقول باكر: «تحتاج المجتمعات إلى طرق لا لبس فيها للتمييز بين الموضوع والهدف». «في وضع التوأم يمكن الاستغناء عن ذلك، ولكن ليس في اللغات التي من الضروري أن تشير إلى أحداث خارج الوضع المباشر».